# Мишков
Мишков (пољ. Myszków) је град у Пољској у Војводству Шлеском у Повјату myszkowski. Према попису становништва из 2011. у граду је живело 32.817 становника.

## Становништво
Према прелиминарним подацима са пописа, у граду је 2011. живело 32.817 становника.
| 2002.  | 2011.  | 2012.  |
| ------ | ------ | ------ |
| 33.235 | 32.817 | 32.694 |

## Партнерски градови
- Дрогобич